# Callisitta
Cet article court présente un sujet plus développé dans : Sittelle superbe, Sittelle bleue, Sittelle des Philippines et « Taxinomie et systématique », sur l'article Sitta.
Genre
Callisitta est un taxon d'oiseaux obsolète, autrefois utilisé comme genre ou comme sous-genre, pour classer plusieurs sittelles d'Asie du Sud-Est. Il est créé en tant que genre par l'ornithologue français Charles-Lucien Bonaparte en 1850, pour la Sittelle superbe (Sitta formosa), et se trouve réutilisé par la suite par d'autres auteurs pour y placer certaines sous-espèces de la Sittelle bleue (S. azurea) puis de la Sittelle des Philippines (S. oenochlamys). Ce genre tombe ensuite en désuétude, et toutes les espèces de sittelles sont généralement classées en un genre unique, Sitta, encore que l'ornithologue Edward C. Dickinson ait proposé en 2006 d'éclater le genre pour ces divers groupes d'espèces très colorées du Sud-Est asiatique. Le taxon est toujours occasionnellement utilisé comme sous-genre, Sitta (Callisitta), qu ne compte plus que la Sittelle superbe.
Les utilisations de ce nom sont :
- Callisitta formosa (Blyth, 1943)[1], première utilisation du nom par Charles-Lucien Bonaparte en 1830 pour la Sittelle superbe (S. formosa)[5] ;
- Callisitta azurea expectata Hartert, 1914, utilisé lors de la description de la sous-espèce expectata de la Sittelle bleue (S. azurea)[2] ;
- Callisitta frontalis cebuensis Hachisuka, 1930, aujourd'hui synonyme de S. oenochlamys oenochlamys, sous-espèce type de la Sittelle des Philippines[2] ;
- Callisitta frontalis insignis Hachisuka, 1930, aujourd'hui synonyme de S. oenochlamys oenochlamys, sous-espèce type de la Sittelle des Philippines[2] ;
- Callisitta frontalis apo Hachisuka, 1930, utilisé lors de la description de la sous-espèce apo de la Sittelle des Philippines[2].